# نیوفاندلند و لابرادور
نیوفاوندلند و لابرادور (به انگلیسی: Newfoundland and Labrador) (به فرانسوی: Terre-Neuve-et-Labrador) شرقی‌ترین استان‌های کانادا است. این استان در شمال شرق آمریکای شمالی واقع شده و با اقیانوس اطلس مرز ساحلی دارد. مرکز استان و در عین حال بزرگ‌ترین شهر آن سینت جانز است.
این استان دو بخش اصلی دارد: جزیره نیوفاندلند و منطقه لابرادور که در شمال غربی جزیره واقع است. مساحت نیوفاوندلند و لابرادور با هم ۴۰۵٬۲۱۲ کیلومتر مربع و جمعیت این استان ۵۱۴ هزار نفر است. در حدود ۹۴ درصد از جمعیت این استان در جزیره نیوفاندلند سکونت دارند که نیمی از آن‌ها شبه‌جزیره آوالون ساکن‌اند.
این استان از دیدگاه زبانی همگن‌ترین استان کانادا است و زبان مادری ۹۷٫۶ درصد از ساکنان آن در سرشماری سال ۲۰۰۶ انگلیسی بوده‌است. در این استان گویش خاصی از انگلیسی رایج است که «انگلیسی نیوفاندلندی» نام دارد. در لابرادور، گویش‌های بومیان اینو-آیمون و اینوکتیتوت نیز صحبت می‌شود.

در گذشته در نیوفاندلند بخشی از مردم به فرانسوی و ایرلندی و زبان منقرض‌شده بیوتهوک نیز سخن می‌گفتند.
شهر سینت جانز، مرکز استان، بیستمین شهر بزرگ کانادا است و حدود ۴۰ درصد از جمعیت نیوفاوندلند و لابرادور در این شهر زندگی می‌کنند.
منطقه این استان در قدیم مستعمره و جزئی از قلمرو پادشاهی بریتانیا بود و در ۳۱ مارس ۱۹۴۹ با نام نیوفاندلند به عنوان استان دهم ضمیمه کنفدراسیون کانادا شد. در ۶ دسامبر ۲۰۰۱ و به هنگام اصلاح قانون اساسی کانادا، نام این استان نیز به «نیوفاوندلند و لابرادور» تغییر یافت. در زبان گفتاری مردم کانادا هرچند، هنوز هم عادتاً به کل استان نیوفاوندلند و به منطقه غیرجزیره‌ای آن لابرادور گفته می‌شود.